# Gertrude Elizabeth Blood

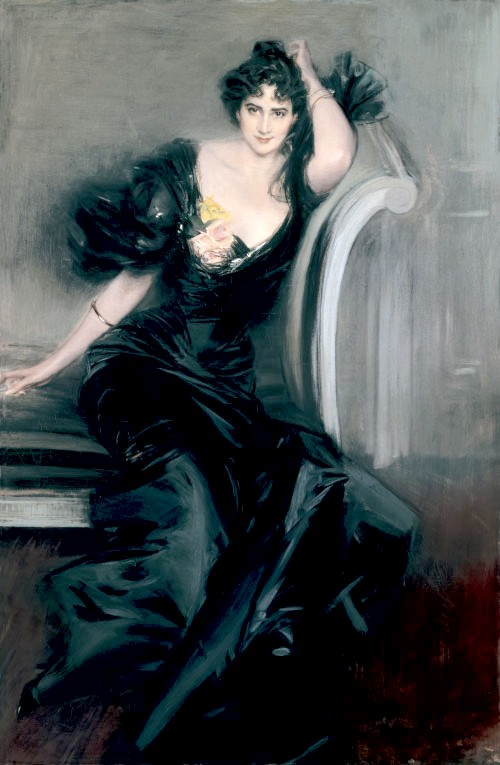
Giovanni Boldini: Gertrude Elisabeth, Lady Colin Campbell, Öl auf Leinwand, 1897

Gertrude Elizabeth Blood (durch Ehe auch Lady Colin Campbell, * 3. Mai 1857 in Dublin; † 1. November 1911 in London) war eine britische Autorin, Kolumnistin und Redakteurin in der Viktorianischen Ära.

## Leben
Gertrude Elizabeth Blood war die zweite Tochter von den vier Kindern des irischen Politikers und Großgrundbesitzers Edmond Maghlin Blood (1815–1891) aus Brickhill, County Clare, Irland, und seiner Ehefrau Mary Amy Fergusson (1814/15–1899), Tochter von Thomas Fergusson of Leixlip, County Kildare. Sie erhielt eine umfassende und liberale Ausbildung, weilte in Italien und Frankreich, so dass sie mehrere Fremdsprachen beherrschte und zeigte sich an Kunst, Musik und Sport interessiert.

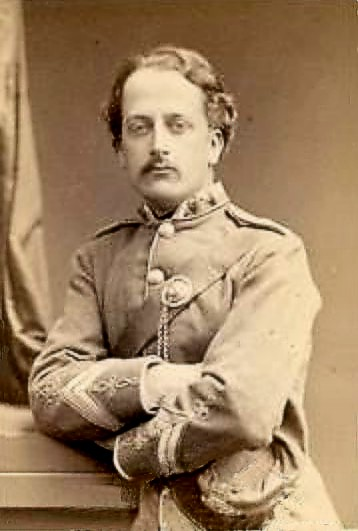
Lord Colin Campbell, Elliott & Fry Studio in London, 1890

Im Herbst 1880 besuchte Gertrude Elizabeth zusammen mit ihrer Familie Bekannte in Schottland – hier lernte sie den schottischen Aristokraten Lord Colin Campbell (1853–1895), Abgeordneter für Argyllshire von 1878 bis 1885, kennen. Innerhalb von drei Tagen gaben beide ihre Verlobung, trotz der Einwände seitens der Familien, bekannt. Am 21. Juli 1881 heiratete sie Campbell in London. Ihr Gatte war der jüngste Sohn von George Douglas Campbell, 8. Duke of Argyll, und der Hofdame (Mistress of the Robes) der Königin Victoria, Lady Elizabeth Georgiana Sutherland-Leveson-Gower, sowie der Schwager von Louise, Duchess of Argyll. Die Heirat bedeutete für Gertrude einen sozialen Aufstieg – sie genoss die Gesellschaft der europäischen Hoch- und Geldaristokratie sowie namhafter Politiker und berühmter Persönlichkeiten aus der Welt der Literatur und Kunst. Ihre Dinnerparties, Cocktailempfänge und Wohltätigkeitsbälle für die Londoner Gesellschaft waren berühmt und füllten die Gesellschaftsspalten der Zeitungen.
Die Ehe, die Berichten zufolge turbulent verlief, endete im längsten Scheidungsprozess der britischen Gerichtsgeschichte. Gertrude beschuldigte 1884 ihren Ehemann des Ehebruchs und seelischer Grausamkeit, weil er sie mit Syphilis angesteckt hatte. Daraufhin erwirkte sie in erster Instanz eine Ehescheidung, in der zweiten Instanz wurde ihr Antrag jedoch zurückgewiesen. Lord Campbell beschuldigte sie daraufhin seinerseits des Ehebruchs mit George Spencer-Churchill, 8. Duke of Marlborough, dem Superintendenten der Metropolitan Fire Brigade, Sir Eyre Massey Shaw, Sir William Francis Butler und Thomas Bird, dem Arzt, der beide wegen ihrer Erkrankung behandelt hatte. Ihr Anwalt, Sir Charles Russell, erreichte erst nach zwei Jahren die Scheidung.

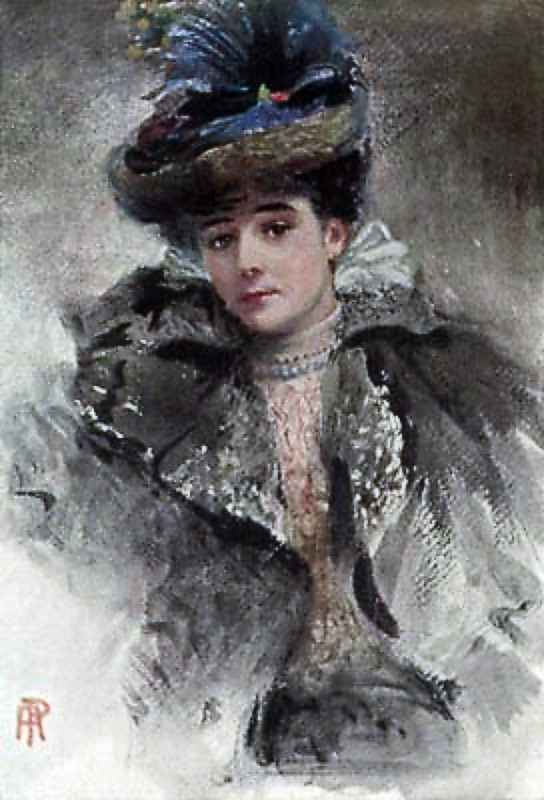
Percy Anderson: Gertrude Elisabeth, Lady Colin Campbell, Aquarell, vor 1911

Nach dem erbitterten Prozess ging das Ehepaar getrennte Wege – Lord Colin Campbell ging darauf nach Bombay, wo er 1895 an Syphilis starb. Lady Colin dagegen wurde von der höheren Londoner Gesellschaft deklassiert. Sie wurde als sexsüchtig und Prostituierte angesehen. Um ihren Lebensunterhalt zu finanzieren, schrieb sie regelmäßig Kolumnen über Kunst, Musik, Theater, Reisen, sowie über Radsport, Fechten, Angeln, Dekorationen und Etikette. In den folgenden Jahren gründete Lady Colin eine wöchentliche Zeitschrift, schrieb einen Roman und zwei Theaterstücke; außerdem bearbeitete und übersetzte sie Bücher.
Obwohl von der Gesellschaft geächtet, gewann Lady Colin durch ihre Schönheit, Intelligenz und ihren Witz die liberaleren Kreise von Künstlern und Schriftstellern. Innerhalb kürzester Zeit machte sie Bekanntschaft mit den bekanntesten Künstlern der Stadt, unter anderem Edward Burne-Jones, George Bernard Shaw, Henry James, Louise Jopling und Kate Greenaway. Mit James McNeill Whistler verband sie bald eine enge Freundschaft. Aber Gertrude hatte auch Feinde, so tauschte sie mit Oscar Wilde gegenseitig Beleidigungen aus und wurde aufgrund der Abneigung des Zeitungsinhabers Frank Harris öfter in dessen Artikeln angegriffen. In ihren Schriften befürwortete Lady Colin neue Ideen, wie zum Beispiel Radwege an Straßen, Feuerbestattung als Alternative zur Beerdigung und das Rauchen für Frauen.
Gertrude Elizabeth Campbell starb in ihrem Londoner Stadthaus nach langer Krankheit und wurde im Krematorium Golders Green feuerbestattet.

## Werke
- Topo, A Tale About English Children in Italy. unter ihrem Pseudonym G. B. Brunefile with 44 pen-and-ink illustrations by Kate Greenaway. Publisher Marcus Ward & Co, London 1880.
- A Book of the Running Brook and of Still Waters. Campbell Publisher, New York 1886.
- Etiquette of Society. 1886.
- Darrell Blake, a Study. 1889.

## Sekundärliteratur
- William Sharp: Fair Women in Painting and Poetry. London 1894.
- Gordon H. Fleming: Lady Colin Campbell: Victorian "Sex Goddess". Windrush 1989, ISBN 0-900075-11-2.
- Richard Ellmann: Oscar Wilde. Piper Verlag, 2000, ISBN 3-492-04266-X.
- Charles Mosley: Burke's Peerage and Baronetage. Burke's Peerage, Schweiz 1999.
- Hugh Montgomery-Massingberd: Burke's Irish Family Records. Burkes Peerage, London 1976.
- Martin Ryan: William Francis Butler: A Life. The Lilliput Press, 2003, ISBN 1-84351-015-4. (lilliputpress.ie)
- John Sutherland: The Longman Companion to Victorian Fiction. (books.google.de)

## Erwähnenswertes
- Lady Colin Campbell galt als ausgezeichnete Sprachwissenschaftlerin; sie sprach Italienisch und Französisch fließend, Deutsch, Spanisch und Arabisch in Grundzügen.
- Das Porträtbild Harmony in White and Ivory: Portrait of Lady Colin Campbell (1886) von James McNeill Whistler wird im Katalog des Society of British Artists als unvollendet beschrieben.[5]
- Das Bildnis von Giovanni Boldini galt als unsittliches Porträt von Lady Colin Campbell. Sie war in einer sinnlichen und animierten Weise abgebildet, wobei eine Pose, die nicht als ladylike galt, (Beine stehen auseinander) dargestellt wurde.[5]